# Étienne Dagon
Étienne Dagon (Bienne, 13 settembre 1960) è un ex nuotatore svizzero.
Specializzato nella rana, ha vinto la medaglia di bronzo nei 200 m rana alle Olimpiadi di Los Angeles 1984.
Per questa prestazione è stato designato sportivo svizzero dell'anno nel 1984.

## Palmarès
- Olimpiadi
  - Los Angeles 1984: bronzo nei 200 m rana.

- Europei
  - 1985 - Sofia: bronzo nei 200 m rana.